# Arthur Quenzer
Arthur Quenzer (* 20. Oktober 1905 in New York City; † 29. Januar 1986 in Gardnerville, Nevada) war ein US-amerikanischer Liedtexter, der bei der Oscarverleihung 1939 zweimal für den Oscar für den besten Song nominiert war.

## Leben
Quenzer arbeitete als Liedtexter nur an wenigen Filmen Hollywoods mit, war aber bei der Oscarverleihung 1939 gleich zweimal für den Oscar für den besten Song nominiert und zwar zum einen mit Lionel Newman für das gleichnamige Titellied aus dem Film Mein Mann, der Cowboy (1938) und zum anderen mit Phil Charig für den gleichnamigen Titelsong des Films Wie leben wir doch glücklich! (1938).
Daneben textete er Lieder für die Disney-Filme Dumbo (1941) und Fröhlich, Frei, Spaß dabei (1947), der auch unter dem Titel Disneys wackere Helden und in einer stark bearbeiteten Fassung unter dem Titel Micky, Donald & Goofy im Märchenland bekannt wurde.